# Victoria Cup 2009
Victoria Cup 2009 byl druhý ročník, který se odehrál ve švýcarském Curychu. Mezi sebou se utkali vítěz hokejové ligy mistrů 2008/2009, ZSC Lions, a Chicago Blackhawks.

## Zápas
| 29. září 2009 | ZSC Lions | 2 - 1           | Chicago Blackhawks | Hallenstadion, Curych |
| 20:15         | ZSC Lions | (1-1, 1-0, 0-0) | Chicago Blackhawks |                       |

| Souhrn zápasu | Souhrn zápasu              | Souhrn zápasu | Souhrn zápasu | Souhrn zápasu                                |
| ------------- | -------------------------- | ------------- | ------------- | -------------------------------------------- |
|               | Bartschi 13' Grauwiler 35' |               | 7' Barker     | Rozhodčí: Vjačeslav Bulanov Daniel Marouelli |